# 約氏魮
約氏魮（学名：Labeobarbus johnstonii）为輻鰭魚綱鯉形目鲤科的其中一種，分布於非洲馬拉威湖流域，體長可達32公分，棲息在中底層水域，可做為食用魚及觀賞魚。